# Milan Milošević
Milan Milošević (Bileća, 26 settembre 1985) è un cestista bosniaco.

## Palmarès
- Campionato montenegrino: 1

Budućnost: 2011-12
- Coppa di Bosnia ed Erzegovina: 1

Bosna: 2010
- Coppa del Montenegro: 1

Budućnost: 2012